# Parco nazionale di Congaree
Il parco nazionale di Congaree è un parco nazionale dello Stato della Carolina del Sud, negli Stati Uniti d'America. 
Comprende la più grande foresta primaria del paese, situata in una pianura alluvionale percorsa dal fiume omonimo. La superficie del parco, istituito nel 1988, è di 88 chilometri quadrati.